# Yangju
Yangju (양주) este un oraș din provincia Gyeonggi-do, Coreea de Sud.

## Personalități
- Lee Seung-hyung, actor